# École de la cathédrale d'Oslo

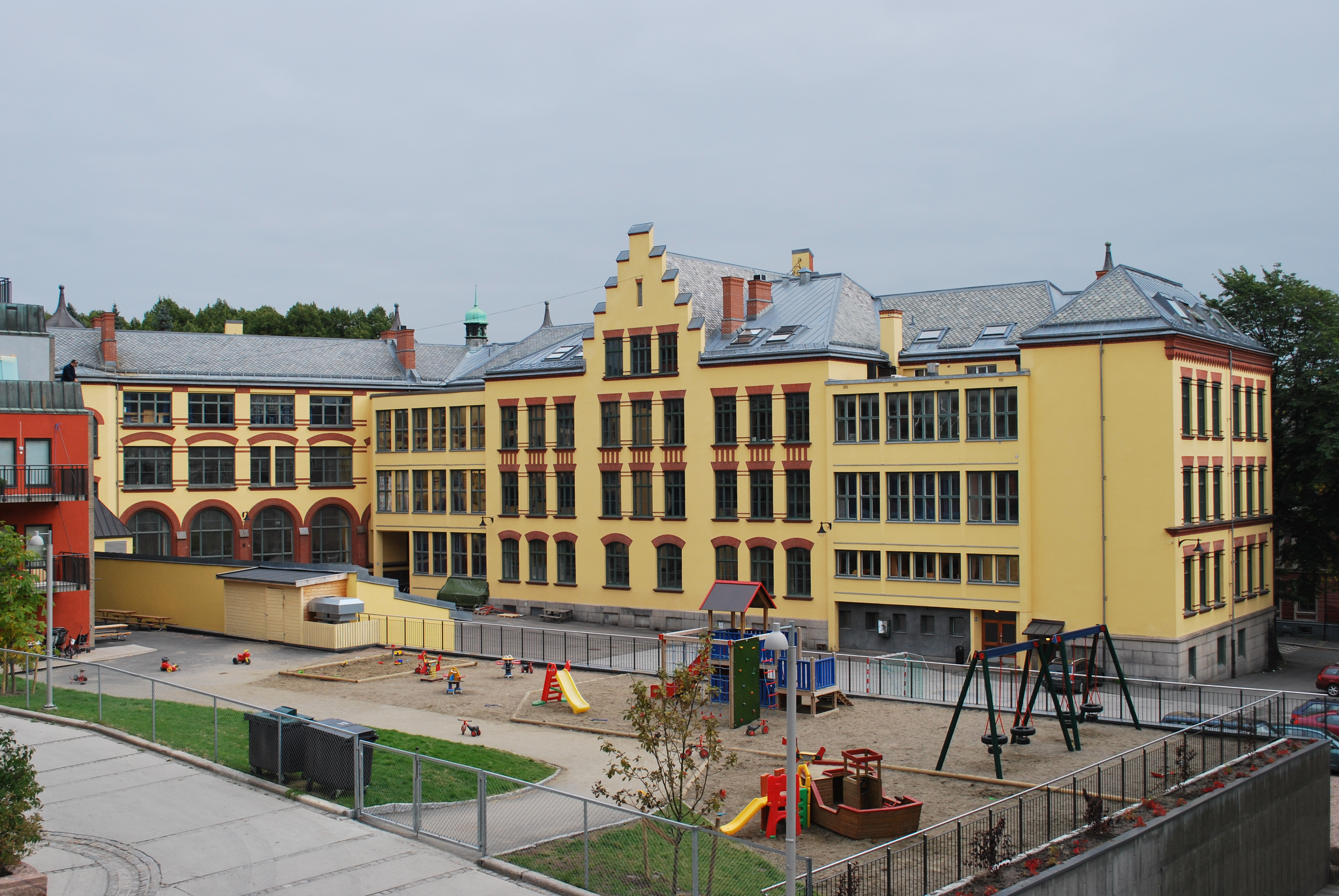
Façade nord de l'école.

L'École de la cathédrale d'Oslo (en norvégien: Oslo katedralskole; en latin: Schola Christianensis; aujourd'hui Schola Osloensis) est un établissement d'enseignement secondaire prestigieux situé à Oslo (autrefois Christiania) fondé en 1153 par le légat pontifical Nicolas Breakspeare (futur pape Adrien IV). Sa devise est « Non scholae sed vitae discimus ». Elle est dirigée par Patrick Thomas Stark depuis 2020.

## Historique

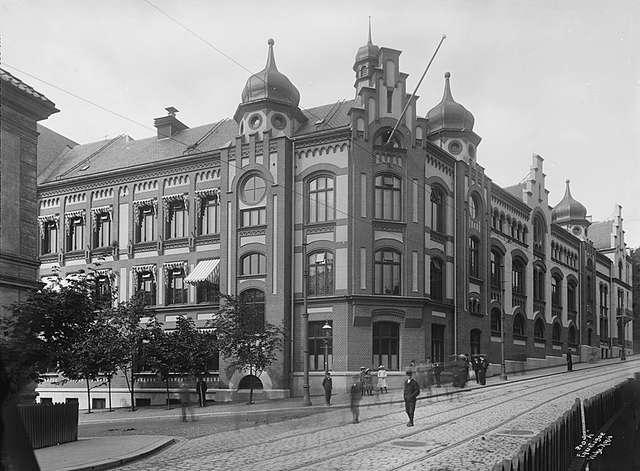
Façade de l'école en 1902.

L'école cathédrale dépend dès son origine de la cathédrale Saint-Hallvard (située à 1,5 km de la cathédrale actuelle) et dispense un enseignement centré sur les arts libéraux comme dans toute l'Europe, jusqu'au XVIIIe siècle. L'enseignement, qui se fait en latin, est divisé en Trivium (grammaire, logique et rhétorique) et Quadrivium (arithmétique, géométrie, musique et astronomie). 
Après le grand incendie de 1624 qui oblige à reconstruire la ville de Christiania, ancien nom pour Oslo, un peu plus loin, l'école déménage. Le latin obligatoire est aboli en 1869 sauf pour la section classique.
Une partie de l'école est réquisitionnée par l'armée allemande pendant l'Occupation. L'école est devenue mixte.

## Anciens élèves notables
- Caspar Wessel (1745-1818), mathématicien
- Bernt Michael Holmboe (1795-1850), mathématicien
- Niels Henrik Abel (1802-1829), mathématicien
- Henrik Wergeland (1808-1845), poète
- Johan Sverdrup (1816-1892), Premier ministre de Norvège
- Johannes Irgens (1869-1939), ministre des Affaires étrangères
- Otto Bahr Halvorsen (1872-1923), Premier ministre de Norvège
- Edvard Munch (1863-1944), peintre
- Otto Ruge (1882-1961), général, commandant-en-chef des Forces armées norvégiennes en 1940
- Arne Sunde (1883-1972), président du Conseil de sécurité de l'ONU en 1949 et 1950
- Rolf Nordhagen (1894-1979), botaniste, directeur du Muséum d'Oslo
- Trygve Haavelmo (1911-1999), professeur d'économie, « prix Nobel d'économie » (1989)
- Harald V (1937-), roi de Norvège
- Johan Jørgen Holst (1937-1994), ministre des Affaires étrangères et ministre de la Défense
- Jon Elster (1940-), philosophe, professeur à Columbia University et au Collège de France
- Arne Treholt (1942-), diplomate
- Mads Gilbert (1947-), docteur
- Jostein Gaarder (1952-), écrivain
- Ingrid Schulerud (1959-), diplomate norvégienne
- Jens Stoltenberg (1959-), Premier ministre de Norvège
- Espen Barth Eide (1964-), ministre des Affaires étrangères